# ابن أبي زمنين
أَبُو عَبْدِ اللَّهِ مُحَمَّدُ بْنُ عَبْدِ اللَّهِ بْنِ عِيسَى بْنِ مُحَمَّدِ بْنِ إِبْرَاهِيمَ بْنِ أَبِي زَمَنِينَ الْمُرِّيُّ الْإِلْبِيرِيُّ الْقُرْطُبِيُّ الْمَالِكِيُّ ويُعرف اختصارًا بـ ابن أبي زمنين (محرم 324هـ – 399هـ / 936 – 1008م) فقيه مالكي، ومحدث ومفسر أندلسي.

## سيرته
ولد أبي عبد الله محمد بن عبد الله بن عيسى المري المعروف بابن أبي زمنين عام 324 هـ في إلبيرة، رحل إلى قرطبة وسكنها مدة، ثم انتقل إلى إلبيرة بعد عام 395 هـ، وسكنها إلى أن توفي.

## أبرز شيوخه
أوردت المصادر التي ترجمت له ذكر عدد من مشائخة ومن أخذ عنهم العلم ومنهم:
- والده عبد الله بن عيسى بن أبي زَمَنِين
- أحمد بن يحيى بن شامة (ت 343 هـ)
- أحمد بن بن عبد الله بن العطار (ت 345 هـ)
- أبان بن عيسى الغافقي (ت 346 هـ)
- وهب بن مسرة الحجاري (ت 346 هـ)
- أحمد بن سعيد بن حزم (ت 350 هـ)
- إسحاق بن إبراهيم بن مسرة الطليطلي (ت 352 هـ)
- أحمد بن مطرف ابن مشاط (ت 354 هـ)
- محمد بن معاوية الأموي (ت 358 هـ)
- سعيد بن فحلون (ت 364 هـ)
- تمام بن عبد الله المعافري (ت 377 هـ)

## تلاميذه
وقد روى عنه كثير من طلاب العلم منهم: أبو إسحاق إبراهيم بن مسعود التُجيبي الإلبيري، وأبو عمرو الداني، وأبو عمر بن الحذاء، وإبراهيم بن مخلد، وأحمد بن أيوب بن ابي الربيع، وأبو عبد الله بن عوف وأبو زكريا القليعي ومحمد بن عبد الله الخولاني، وأحمد بن عفيف الأموي، وأحمد بن محمد بن إفرانك، وأحمد بن يحيى بن سميق، وحسن بن محمد بن غسان، وسعيد بن يحيى التنوخي، عبد الحمن بن احمد بن بشر، عبد الحمن بن احمد بن هانئ.

## علمه ومؤلفاته
قال عنه أبو عمرو الداني: «كان ذا حفظ للمسائل، حسن التصنيف للفقه، وله كتب كثيرة ألفها في الوثائق والزهد والمواعظ منها شيء كثير، وذو حظ وافر من علم». وقال عنه: « لقيته ‌بقرطبة ‌سنة ‌خمسٍ ‌وتسعين وثلاث مائة، وأجاز لي جميع روايته وتواليفه، وكان ذا نية حسنة، وعلى هدى السلف الصالح. وكان إذا سمع القرآن وقرئ عليه ابتدرت دموعه على خديه». وقال عنه الحميدي: ‌«فقيه ‌مقدم، ‌وزاهد متبتل، له تواليف متداولة في الوعظ والزهد وأخبار الصالحين، على طريقة كتب ابن أبي الدنيا وأشعار كثيرة في نحو ذلك ». وقال الخولاني: «كان رجلاً زاهداً صالحاً من أهل الحفظ والعلم، آخذاً في المسائل، قائماً بها، متقشفاً واعظاً له أشعار حسان في الزهد والحكم، له رواية واسعة. وكان حسن التأليف، مليح التصنيف، مفيد الكتب في كل فن، ككتابه «المغرب» في اختصار المدونة وشرح مشكلها، والتفقه في نكت منها ليس في مختصراتها مثله باتفاق».
ولابن أبي زمنين العديد من الكتب منها «كتاب منتخب الأحكام» و«تفسير القرآن» و«حياة القلوب» و«النصائح المنظومة» و«المهذب في اختصار شرح ابن مزين للموطأ». وكتاب «الوثائق» و«مختصر تفسير ابن سلام» وكتاب «أدب الإسلام» و«رياض الجنة بتخريج أصول السنة».

## من شعره
وقوله:
وقوله:
وقوله:

## وفاته
توفي ابن أبي زمنين في إلبيرة عام 399 هـ، وله من العمر خمس وسبعون سنة.

### فهرس المراجع
1. 1 2  زمنين (1998)، ص. 25.
2. ↑  زمنين (1998)، ص. 27.
3. 1 2  الزركلي (2002)، ج. 6، ص. 227.
4. ↑  زمنين (1998)، ص. 26.
5. 1 2  زمنين (1998)، ص. 45.
6. 1 2  زمنين (1415هـ)، ص. 20.
7. 1 2 3  نويهض (1988)، ص. 588.
8. ↑  زمنين (1998)، ص. 34.
9. 1 2  زمنين (1998)، ص. 11.
10. ↑  زمنين (1998)، ص. 37–39.
11. ↑  زمنين (1998)، ص. 40–41.
12. 1 2  زمنين (1998)، ص. 42–45.
13. 1 2  زمنين (1998)، ص. 42.
14. ↑  زمنين (1998)، ص. 43.
15. ↑  الذهبي : تاريخ الاسلامظ ج ٨ ، ص ٨٠٧ .
16. ↑  القاضي عياض: ترتيب المدارك، ٧/١٨٣ .
17. ↑  ابن الخطيب: الاحاطة، ٢/٢٧٣ .
18. ↑  ابن فرحون: الديباج المذهب، ٢/٢٣٢ .
19. ↑  ابن بشكوال: الصلة، ٢/٤٥٨ .
20. ↑  الحميدي: جذوة المقتبس، ٢١٥ .
21. ↑  ابن العماد: شذرات الذهب: ٢/٣٧٤ .
22. ↑  الداوودي: طبقات المفسرين، ٢/١٦١
23. ↑  ابن بشكوال: الصلة،ج ٨ ، ص ٤٥٨ .
24. ↑  الحميدي: جذوة المقتبس، ج ٢ ، ص ٥٦ .
25. ↑  القاضي عياض:ترتيب المدارك، ج 7 ، ص 184 .
26. ↑  الذهبي: تاريخ الاسلام ، ج ٨ ، ص ٨٠٧ .
27. ↑  الحميدي: جذوة المقتبس، ٥٣
28. ↑  الثعالبي: يتيمة الدهر، ج ٢ ، ص ٧٢ .
29. ↑  الثعالبي: يتيمة الدهر، ج ٢ ، ص ٧١ .
30. ↑  القاضي عياض: ترتيب المدارك، ج ٤ ، ص ٦٧٣ .
31. ↑  ابن الخطيب:الاحاطة، ج ٣ ، ص ١٢٣ .
32. ↑  ابن بشكوال: الصلة،ج ٨ ، ص ٤٥٩ .

### بيانات المراجع (مُرتَّبة حسب تاريخ النشر)
- عادل نويهض (1988)، مُعجم المُفسِّرين: من صدر الإسلام وحتَّى العصر الحاضر (ط. 3)، بيروت: مؤسسة نويهض الثقافية للتأليف والترجمة والنشر، OCLC:235971276، QID:Q122197128
- أبو عبد الله محمد بن عبد الله الأندلسي (1415هـ). أُصُولُ السُّنَّة. تحقيق وتخريج وتعليق: عبد الله بن محمد عبد الرحيم بن حسين البخاري (ط. 1). المدينة المنورة: مكتبة الغرباء الأثرية.
- أبو عبد الله محمد بن عبد الله بن عيسى بن محمد بن إبراهيم ابن أبي زمنين (1998). مُنْتَخب الأحكام. تحقيق: عبد الله بن عطية الرداد الغامدي (ط. 1). المكتبة المكية ومؤسسة الريان.
- خير الدين الزركلي (2002)، الأعلام: قاموس تراجم لأشهر الرجال والنساء من العرب والمستعربين والمستشرقين (ط. 15)، بيروت: دار العلم للملايين، OCLC:1127653771، QID:Q113504685